# 大氧化事件

地球大气含氧量。红线与绿线表示估计范围，以十亿年（Ga）为单位。
阶段一（38.5－24.5億年）：大气基本無氧。大洋都基本無氧，但浅海可能有氧。
阶段二（24.5－18.5億年）：氧氣生成，升到0.02至0.04大氣壓，但由海洋与海床岩石吸收。
阶段三（18.5－8.5億年）：氧量加到由大洋釋出，但由地面吸收，氧量没有明显变化。
阶段四与五（8.5億年至今）：其它儲氧介質飽和，氧在大氣积聚。

大氧化事件（英語：或），也有氧气灾变（Oxygen Catastrophe）、氧气浩劫（Oxygen Holocaust）、氧气危机（Oxygen Crisis）、氧气革命（Oxygen Revolution）等不同称呼，指地球地质历史上在约26亿年前的太古宙—元古宙交界期海洋和大气层内的氧气含量突然增加的一段时间。在此之前的早期大气并没有游离态的氧气，而是个主要成份由氮气、甲烷、氨气、一氧化碳、二氧化碳和硫化氢等物质组成的还原性大气，任何游离氧气都会很快被这些还原剂通过氧化还原反应移除掉。然而在新太古代末期，游离氧气的证据首次出现在地质记录中，说明地球大气从还原性大气开始转为了氧化性大气。
這些新出现的氧來自藍綠菌的产氧光合作用，是叶绿素捕捉日光中的红蓝光分解水分子获取氢正离子进行固碳过程中的副产物。但蓝绿菌至少在中太古代就已出现，到大氧化事件时已经存在近10亿年，却直到新太古代末期才有游离氧气在短时间内突然增加，其完整原因尚不得知，目前只有若干种假说能解释。目前最受欢迎的说法是之前海洋和地表含有的还原性物质（特别是亚铁、硫和大气甲烷）仍然很多，氧气被移除的速度仍然高于其生产速度，直到新太古代因为还原剂逐渐枯竭才跨过临界点使得氧气的生产超过消耗，导致没被消耗移除的游离氧气首次成规模的出现在海洋和大气中。
大氧化事件永久性的改變了地球大气的成份，也在岩层中留下了例如条状铁层那样的矿石层。同时，因为曾在原始大气中有相当占比的甲烷与新生的氧气发生化学反应被大量消耗，使得温室效应锐减，在之后的新元古代引发了历时三亿年的休伦大冰期。极端的气候变化加上氧气活性对遗传物质和有机物的氧化破坏力，直接摧残了当时以海生厌氧原核菌毯为主的生物圈，造成了严格意义上可能是生命史上最为严重的一次灭绝事件。但选择压力的改变也促进诞生了各类好氧菌和由好氧细菌与厌氧古菌发生内共生而演变出的真核生物，有氧呼吸所提供的强大潜能也使得日后藻类、原虫、真菌、动物和植物等复杂生命的演化成为可能。

## 地質證據
大氧化事件的證據是由定義這一系列地質事件的各種岩石學和地球化學標記提供的。

### 構造觸發因素

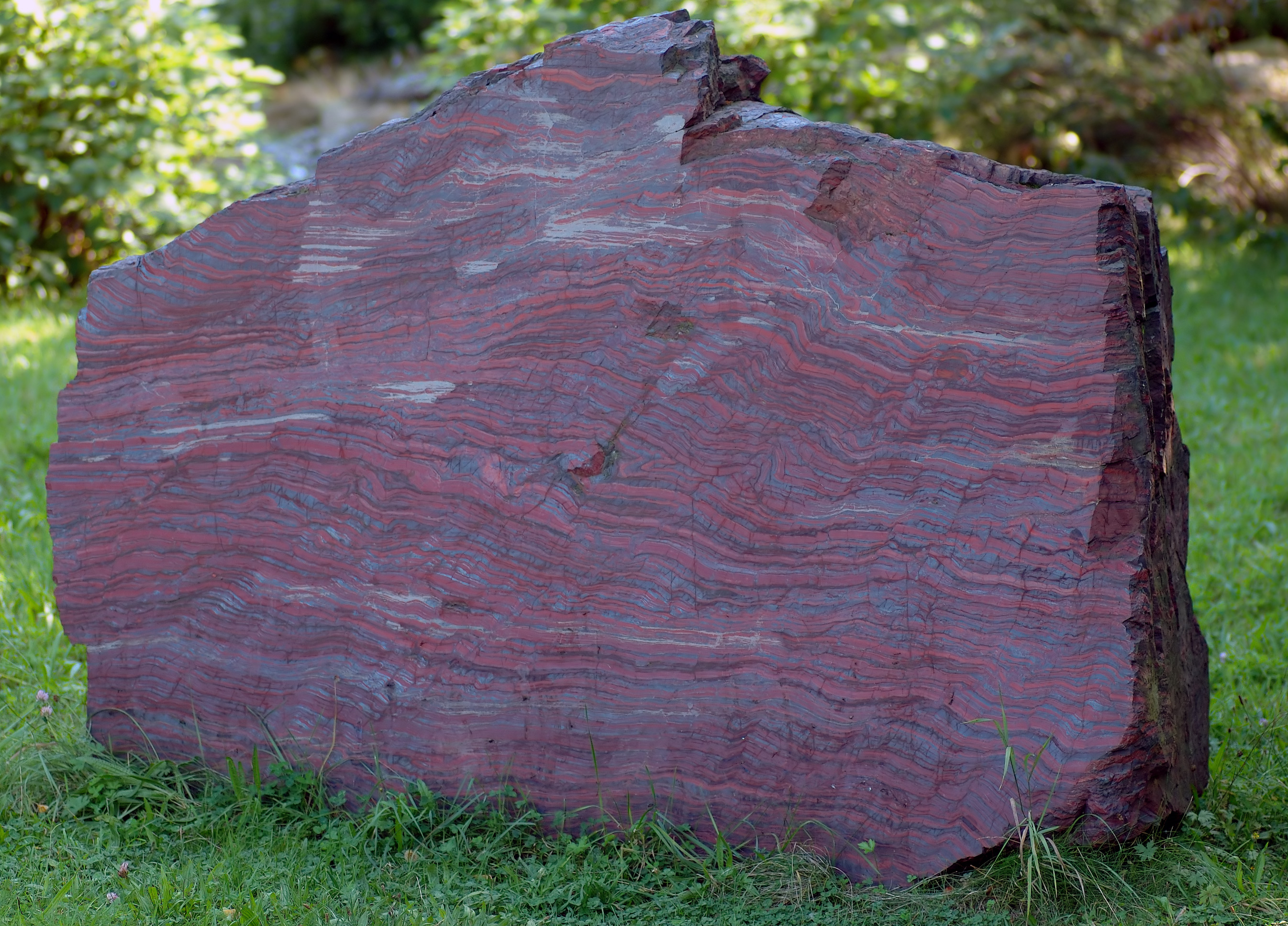
21億年前的岩石顯示出有條狀鐵層的形成

## 氧化的後果

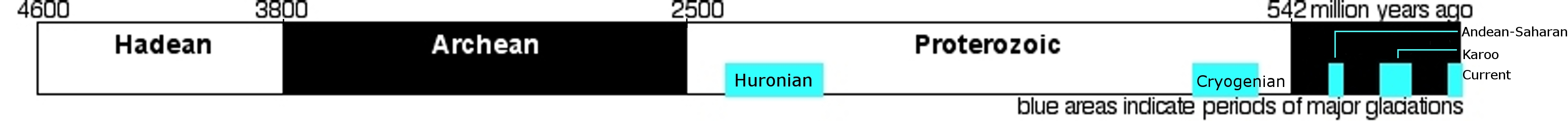
冰河時期時間線，以藍色顯示。

## 外部連結
- Lane, Nick. . New Scientist. No. 2746. 5 February 2010  [2021-03-14]. （原始内容存档于2011-01-06）.